# Leo Vindevogel

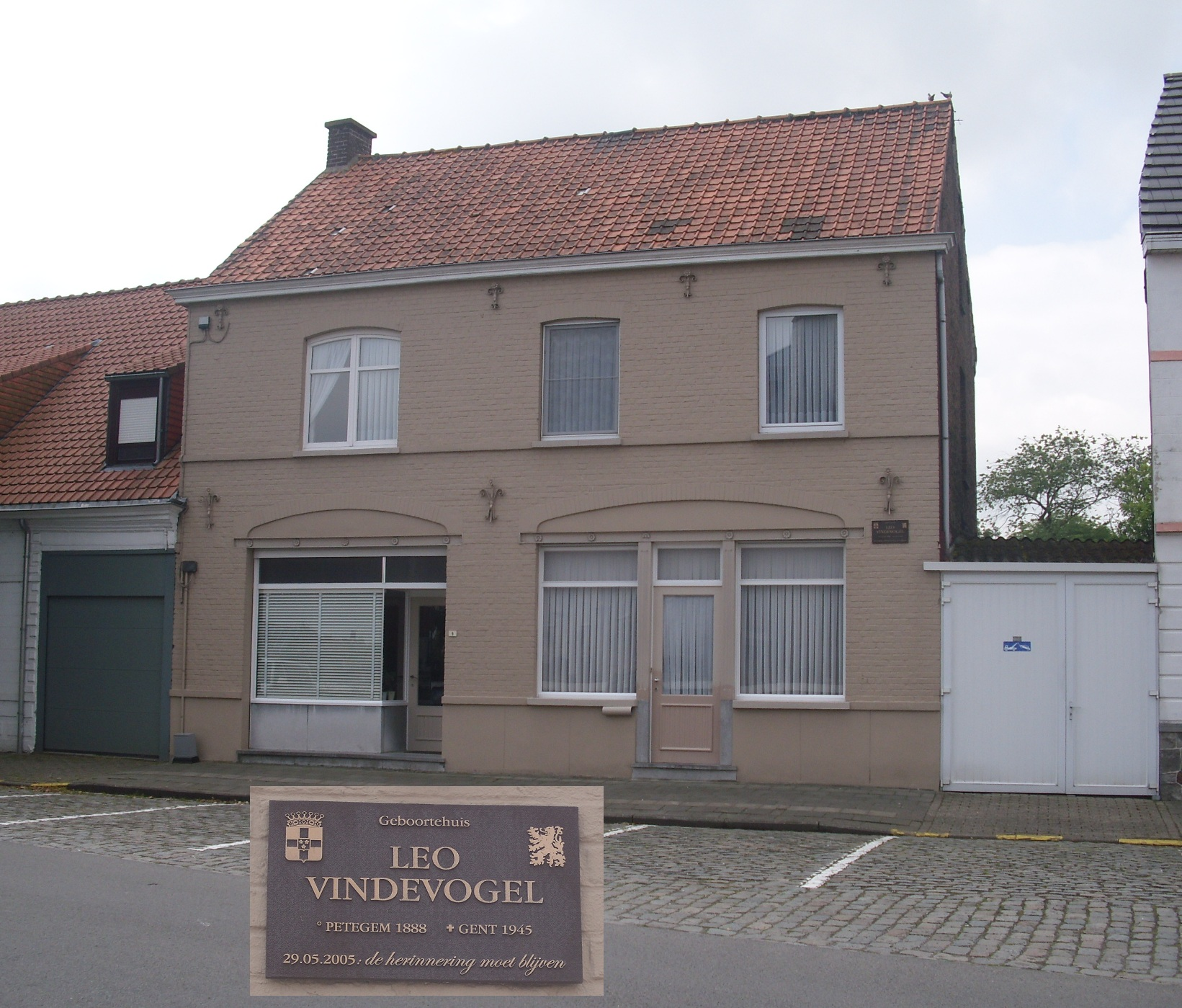
Het geboortehuis in Petegem aan de Schelde.

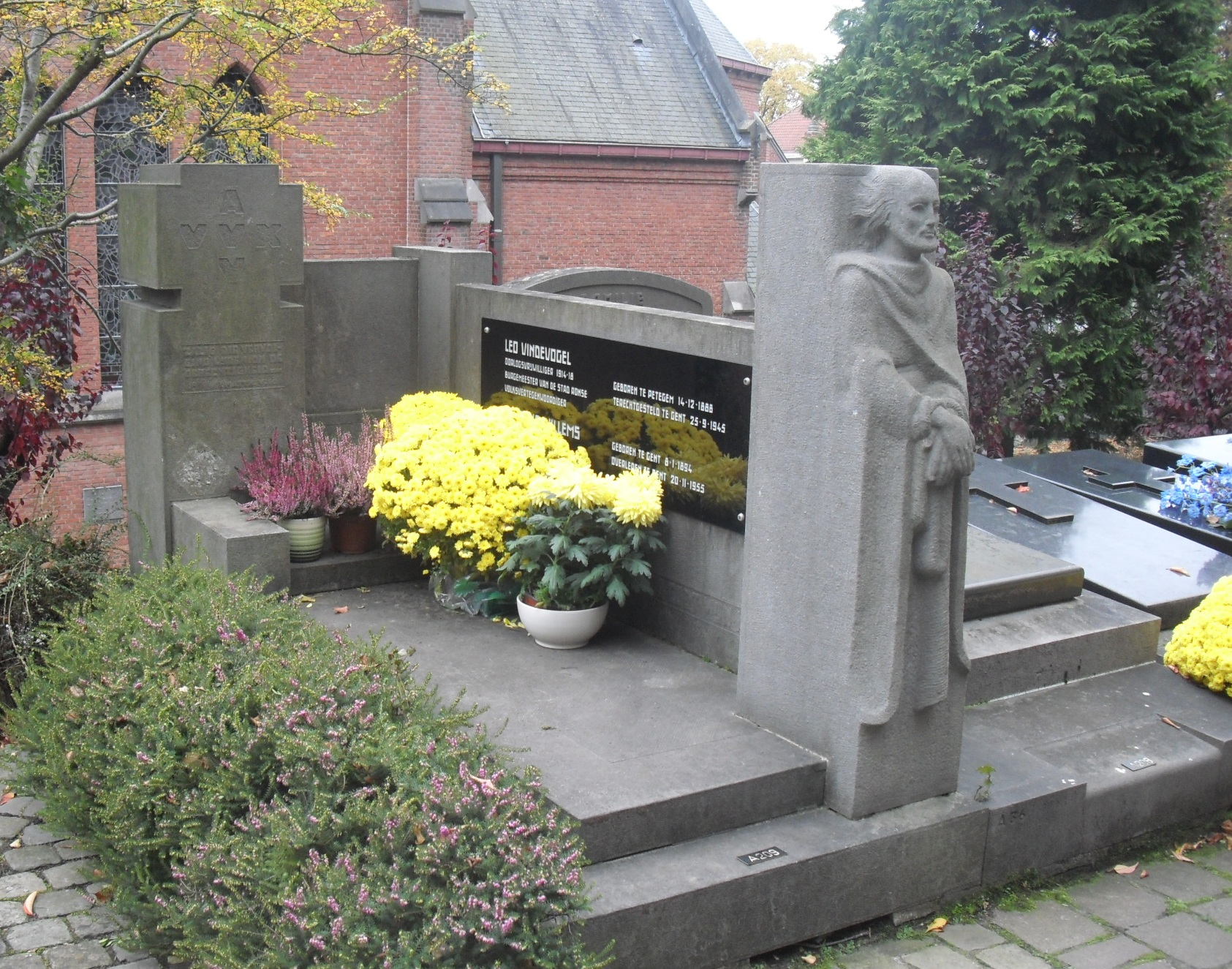
Graf van Leo Vindevogel en echtgenote op het Campo Santo in Sint-Amandsberg.

Leo Vindevogel (Petegem-aan-de-Schelde, 14 december 1888 — Gent, 25 september 1945) was van 1941 tot 1944 burgemeester van de Oost-Vlaamse gemeente Ronse. Na de oorlog werd hij beschuldigd van collaboratie en hierom ook terechtgesteld.

## Levensloop

### Loopbaan
Vindevogel werd geboren binnen een familie van schrijnwerkers in het gezin van Constant Vindevogel (1846-1919) en Hortense van Coppenolle. Het gezin woonde in de nog bestaande woning recht tegenover de kerk en op het dorpsplein van Petegem-aan-de-Schelde. Hij studeerde in Sint-Niklaas voor onderwijzer, maar was bijna zijn hele leven als leraar actief in Ronse en omgeving. Van 1907 tot 1944 was hij woordvoerder van de Christen Volksbond, een invloedrijke christelijke arbeidersorganistie in de regio Ronse-Oudenaarde. In de bladen 't Volk van Ronse en Rechtuit, het maandblad van de Sociale Studiekring van de Christen Volksbond, pleitte hij onder meer voor de vernederlandsing van onderwijs, volgens hem noodzakelijk voor de sociale ontvoogding van de arbeiders in het door de Franstalige industriële burgerij gedomineerde Ronse.
Eind september 1913 nam Vindevogel ontslag als onderwijzer om een constructieatelier te openen in het Franse Roubaix. Na zes maanden keerde hij terug naar België en ging werken in de beenhouwerij van zijn zus in Brussel. Tijdens de Eerste Wereldoorlog was hij vrijwilliger in het Belgische leger; hem werden acht frontstrepen en het oorlogskruis toegekend. Mede door zijn oorlogservaringen werd Vindevogel flamingant.
Na de oorlog werd hij politiek actief voor de Katholieke Partij, die volgens hem de Vlaamse eisen het beste kon realiseren. Bij de parlementsverkiezingen van 1919 stond hij, ondanks tegenstand van de Franstalige katholieke burgerij in Ronse, op de tweede plaats van de lijst van de Katholieke Partij in het arrondissement Oudenaarde, maar hij werd niet verkozen.
In 1921 werd Vindevogel verkozen tot gemeenteraadslid van Ronse, waar hij van 1921 tot 1926 schepen van Onderwijs was. In 1925 werd hij voor het arrondissement Oudenaarde ook lid van de Kamer van volksvertegenwoordigers, wat hij bleef tot aan zijn dood in 1945. In 1926 nam hij ontslag als schepen van Ronse wegens conflicten met zijn Franstalige conservatieve partijgenoten in de gemeente en stichtte hij vervolgens de standenloze Katholieke Vlaamse Volkspartij. Bij de parlementsverkiezingen van 1929 werd hij herkozen met de steun van de Vlaams-nationalisten. In de legislatuur 1929-1932 zetelde Vindevogel als onafhankelijke in de Kamer, ondanks zijn associatie met de Vlaams-nationalistische Kamergroep. In 1932 keerde hij terug naar de Katholieke Partij.
In de jaren 1930 werd hij een voorstander van het corporatisme en in 1934 stichtte hij de Katholieke Textielgroep, een experiment om het corporatisme te introduceren in de Vlaamse textielsector. In die tijd werd hij ook een hevig bewonderaar van Adolf Hitler. Vindevogel pleitte vanaf dan voor een vereniging van alle rechtse, katholieke en Vlaams-nationale krachten.

### Oorlogsburgemeester
Bij het uitbreken van de Tweede Wereldoorlog verliet de socialistische minister en burgemeester van Ronse Eugène Soudan zijn post en aanvaardde Vindevogel het burgemeesterschap. Hij zou van 1941 tot 1945, tijdens de bezetting, burgemeester van de stad blijven. Hij benoemde vooral Duitsgezinde functionarissen. Op 12 oktober 1943 werd, door het communistisch geleide deel van het verzet, een bomaanslag gepleegd op het huis van Vindevogel. Daar vielen geen slachtoffers bij. Op 24 december van hetzelfde jaar werd hij, 's ochtends op weg naar het stadhuis, op straat neergeschoten door twee mannen die vijf kogels afvuurden waarvan er vier hem troffen. Vindevogel overleefde, ondanks veel bloedverlies, ook deze aanslag. Hij werkte samen met de Duitse bezetter, bijvoorbeeld bij het opmaken van lijsten voor een verplichte burgerwacht (nadat hijzelf aan een moordaanslag ontsnapt was) of bij het versturen van uitnodigingen aan werkweigeraars die na aankomst in het gemeentehuis door de Feldgendarmerie werden opgepakt.

### Proces
Overtuigd van zijn onschuld, ging Vindevogel zich onmiddellijk na de bevrijding, op 3 september 1944, vrijwillig aangeven bij de rijkswacht. Volgens hem was zijn burgemeesterschap beperkt gebleven tot "een louter zakelijk beheer van de stad". Op 20 maart 1945 veroordeelde de krijgsraad hem op basis van "(...) hulp en verklikking aan den vijand, propaganda tegen den weerstand..." tot een levenslange gevangenisstraf. Op 30 april 1945 werd Vindevogel in hoger beroep door het krijgshof opnieuw veroordeeld, ditmaal tot de doodstraf. Het door hem aangetekende cassatieberoep werd door het Hof van Cassatie afgewezen. Ultieme genadeverzoeken aan prins Karel en minister van Justitie Marcel Grégoire werden niet ingewilligd, net zomin als een brief aan kardinaal Van Roey. Vindevogel kreeg wel nog steunbetuigingen van zeven parlementsleden waaronder die van de zwaar verontwaardigde socialisten Camille Huysmans en - opmerkelijk - Eugène Soudan die net uit het concentratiekamp van Buchenwald was teruggekeerd. Toch konden zij, net zomin als een laatste reddingspoging van Gaston Eyskens, de doodstraf niet ongedaan maken.
Leo Vindevogel werd uiteindelijk, geblinddoekt en vastgebonden aan de executiepaal, op 25 september 1945, in de Gentse gevangenis 'De Nieuwe Wandeling' gefusilleerd. Een genadeschot bleek noodzakelijk. Vindevogel is daarmee de enige Belgische volksvertegenwoordiger die na de bevrijding effectief ter dood is gebracht.

## De schuldvraag
Over Vindevogels collaboratie met de Duitse bezetter heersen nog steeds vragen. In Vlaams-nationalistische kringen gelooft men dat hij niet te ver is gegaan in zijn samenwerking met de bezetter. Zijn verdediging verklaarde dat hij het deed om erger te voorkomen, om de bevoorrading van de stad te verzekeren en de taalwetten te doen naleven. Vindevogel gaf zelf aan dat hij pro-Duits en anti-Engels was en zelfs sympathie voor Hitler koesterde, maar ook zijn aanklagers erkenden dat dit op zich niet strafbaar was. In (extreem-)linkse verzetskringen werd hij, samen met mensen als August Borms, Irma Laplasse en Karel De Feyter, zonder meer beschouwd als een belangrijke collaborateur. Hij werd na zijn aanhouding en proces schuldig bevonden aan verklikking en hoogverraad. Vindevogel zou vijf communisten en enkele anglofiele manifestanten verraden hebben aan Kreiskommandant Karl Joseph Vollmer alsook hem de namen hebben gegeven van zogenaamde asocialen, werklozen, marginalen en van beenhouwers die de Verordnungen op de verkoop van vlees hadden overschreden. In 1960 ontkende dezelfde antinazistische jurist Vollmer met klem deze beschuldiging. Volgens hem was "Herr Vindevogel gar nicht deutschfreundlich" en was de executie van Vindevogel "ein reiner Mord".
Of deze collaboratie van dien aard was dat hij daarvoor de doodstraf zou hebben verdiend, is nog een andere kwestie. De burgemeesters van grote steden als Luik en Antwerpen droegen een veel grotere verantwoordelijkheid, bijvoorbeeld bij het opstellen van lijsten van joodse inwoners, en werden niet vervolgd. Men kon niet zeggen dat aan Vindevogels handen bloed kleefde, direct noch indirect. Vele waarnemers zoals de toenmalige verslaggevers Louis de Lentdecker en Jan Verroken, rechtsgeleerde Hendrik Vuye, historicus Pieter Jan Verstraete en anderen beschouwen de executie van Vindevogel als een persoonlijke wraakmoord, een afrekening. De communautaire tegenstellingen in de taalgrensgemeente Ronse tussen de Franstalige bourgeoisie en francofiele "textielbaronnen" enerzijds en de Vlaamse arbeiders anderzijds waren daar niet vreemd aan.
Het feit dat een gevangenisstraf in beroep omgezet werd in de doodstraf, die bovendien daadwerkelijk werd uitgevoerd, zou volgens sommigen met de toenmalige actualiteit hebben te maken. In die tijd raakte het bestaan van de Duitse concentratiekampen algemeen bekend. Een ander betwist aspect aan het proces is dat Vindevogel als burger voor de krijgsraad gedaagd werd, zonder dat men tijdig zijn parlementaire onschendbaarheid had laten opheffen.

## Herzieningsverzoek en nieuwe kanttekeningen bij het vonnis
In 1994, het jaar dat ook Valère Depauw overleed, gaf het Davidsfonds in samenwerking met het Vlaams-nationalistische TAK het boek Het Proces Vindevogel uit. Het boek bood een exact stenografisch verslag van het verloop van het proces aan. In hun voorwoord geven de auteurs aan dat er diverse fouten in het procesverloop te vinden zijn, iets waar ze aan het einde van het boek nog verdere juridische kanttekeningen bij plaatsen. Men haalt er vooral de nonchalante manier aan waarop destijds met het bewijsmateriaal zou zijn omgesprongen.
In 2000 schreef de schoonzoon van Vindevogel, Rémi De Vis, een nota aan de minister van Justitie om het vonnis te laten herzien. Als reden gaf hij het feit aan dat Vindevogel veroordeeld was wegens verklikking van minister Soudan die hierdoor gedeporteerd werd naar Kamp Buchenwald. Soudan had echter vlak na de bevrijding van het kamp verklaard dat Vindevogel niet de verklikker was, maar dit bericht bereikte het strafhof te laat.
Vindevogels naam is voorlopig nog niet onderzocht op naamzuivering. De veroordeling tot schadevergoeding is nooit vervallen. Ze werd zelfs ingevorderd en verhaald op Vindevogels erfgenamen.
Op 25 september 2013 - exact 68 jaar na de executie - werd te Ronse een lijvige biografie van Leo Vindevogel voorgesteld. Het werk is van de hand van Pieter Jan Verstraete die meerdere biografieën van personen uit de Vlaamse Beweging op zijn naam heeft staan.
Op 7 oktober 2022 verscheen de roman "Wit verdriet, zwart verdriet" van Stefaan Desmet. Aan de hand van authentieke citaten van en over Leo Vindevogel toont de auteur de blijvende belangstelling aan voor de oorlogsburgemeester van Ronse, dit in tegenstelling tot veel verzetsstrijders die vergeten zijn.
Onderzoeker Jean-Marie De Dijn ontwikkelde rond Ronse in de Tweede Wereldoorlog het concept van politieke genealogie, als eerste in de geschiedenis. Dat resulteert in circa zevenhonderd (700) politieke stambomen voor deze periode - met een verband met de Eerste Wereldoorlog. Parlementair en oorlogsburgemeester Leo Vindevogel wordt daarin met zijn dichte familieleden behandeld onder de familie "Vancoppenolle15". 
Onder meer wordt voor de eerste maal de naam van een der verzetsleden vermeld die deelnam aan de moordaanslagen op Vindevogel (en zijn familie) eind 1943, gepleegd op vraag van en door het Geheim Leger van Ronse en Ellezelles: zie ook in die studie de namen van GL-leden Jean Laemont en Raoul Hantson.
- Gemeinsame Normdatei: 119363666
- International Standard Name Identifier: 0000 0000 1027 5957
- Nederlandse Thesaurus van Auteursnamen: 12705099X
- Virtual International Authority File: 54956324
- WorldCat: E39PBJhhpbbrMQrVCb7f8vB773